# Melles (Haute-Garonne)
Pour les articles homonymes, voir Melles.
Melles est une commune française située dans le sud-ouest du département de la Haute-Garonne, en région Occitanie.
Sur le plan historique et culturel, la commune est dans le pays de Comminges, correspondant à l’ancien comté de Comminges, circonscription de la province de Gascogne située sur les départements actuels du Gers, de la Haute-Garonne, des Hautes-Pyrénées et de l'Ariège. Exposée à un climat de montagne, elle est drainée par la Garonne, le ruisseau de Maudan et par divers autres petits cours d'eau. La commune possède un patrimoine naturel remarquable : deux sites Natura 2000 (la « haute vallée de la Garonne » et « Garonne, Ariège, Hers, Salat, Pique et Neste »), un espace protégé (« la Garonne, l'Ariège, l'Hers Vif et le Salat ») et six zones naturelles d'intérêt écologique, faunistique et floristique.
Melles est une commune rurale qui compte 85 habitants en 2022, après avoir connu un pic de population de 1 184 habitants en 1846. Ses habitants sont appelés les Mellois ou  Melloises.
Petit village de montagne à la frontière franco-espagnole (val d'Aran).

## Géographie

### Localisation
La commune de Melles se trouve dans le département de la Haute-Garonne, en région Occitanie et est frontalière avec l'Espagne (Catalogne).
Elle se situe à 99 km à vol d'oiseau de Toulouse, préfecture du département, à 27 km de Saint-Gaudens, sous-préfecture, et à 16 km de Bagnères-de-Luchon, bureau centralisateur du canton de Bagnères-de-Luchon dont dépend la commune depuis 2015 pour les élections départementales.
La commune fait en outre partie du bassin de vie de Bagnères-de-Luchon.
Les communes les plus proches sont : 
Fos (1,9 km), Argut-Dessous (4,1 km), Arlos (5,2 km), Boutx (6,5 km), Lez (6,6 km), Saint-Béat (7,5 km), Eup (8,6 km), Bezins-Garraux (8,9 km).
Sur le plan historique et culturel, Melles fait partie du pays de Comminges, correspondant à l’ancien comté de Comminges, circonscription de la province de Gascogne située sur les départements actuels du Gers, de la Haute-Garonne, des Hautes-Pyrénées et de l'Ariège.
Melles est limitrophe de six autres communes dont trois dans le département de l'Ariège et une en Espagne.
Les communes limitrophes sont  Antras, Boutx, Canejan, Fos, Saint-Lary et Sentein.
|     | Boutx             | Saint-Lary (Ariège) |
| Fos | Melles            | Antras (Ariège)     |
|     | Canejan (Espagne) | Sentein (Ariège)    |

### Géologie et relief
La superficie de la commune est de 4 532 hectares ce qui en fait la dixième plus grande superficie de la Haute-Garonne ; son altitude varie de 548  à   2 626 mètres. Le pic de Crabère domine la commune et matérialise la frontière avec l'Ariège et le Val d'Aran, son massif notamment sur cette partie haut-garonnaise est une Zone naturelle d'intérêt écologique, faunistique et floristique (ZNIEFF).

### Hydrographie

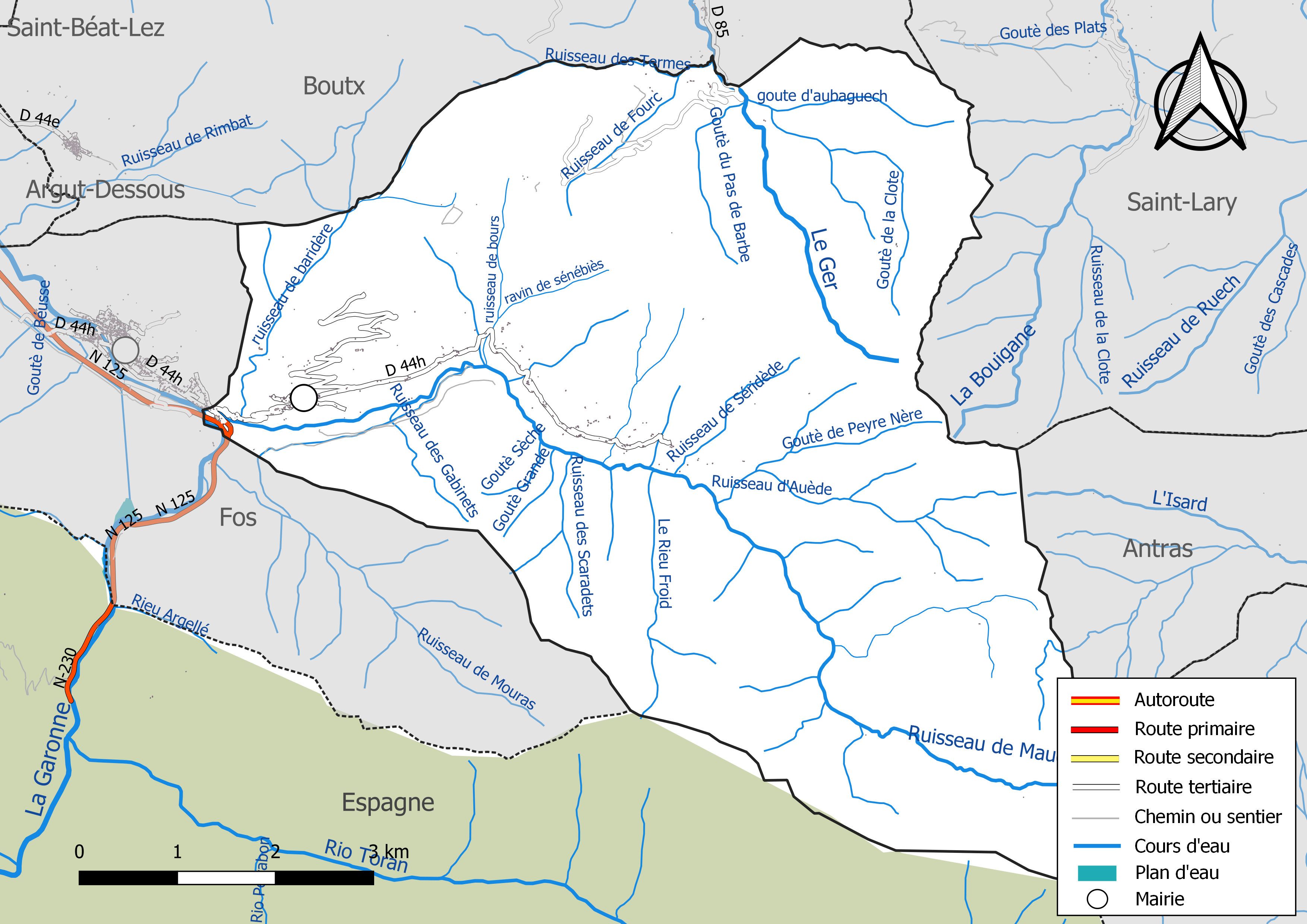
Réseaux hydrographique et routier de Melles.

La commune est dans le bassin de la Garonne, au sein du bassin hydrographique Adour-Garonne. Elle est drainée par la Garonne, le Ger, le ruisseau de Maudan, goute d'aubaguech, Goutè de la Clote, Goutè de Peyre Nère, Goutè du Pas de Barbe, Goutè Grande, Goutè Sèche, le Rieu Froid, le ruisseau d'Auède, le ruisseau de baridère, le ruisseau de Fourc, le ruisseau de Séridède, et par divers petits cours d'eau, constituant un réseau hydrographique de 69 km de longueur totale,.
La Garonne est un fleuve principalement français prenant sa source en Espagne et qui coule sur 529 km avant de se jeter dans l’océan Atlantique.

### Climat
Pour des articles plus généraux, voir Climat de l'Occitanie et Climat de la Haute-Garonne.
En 2010, le climat de la commune est de type climat des marges montargnardes, selon une étude s'appuyant sur une série de données couvrant la période 1971-2000. En 2020, Météo-France publie une typologie des climats de la France métropolitaine dans laquelle la commune est exposée à un climat de montagne ou de marges de montagne et est dans la région climatique Pyrénées centrales, caractérisée par une pluviométrie annuelle de 1 000 à 1 200 mm.
Pour la période 1971-2000, la température annuelle moyenne est de 10 °C, avec une amplitude thermique annuelle de 14,9 °C. Le cumul annuel moyen de précipitations est de 1 189 mm, avec 9,1 jours de précipitations en janvier et 7,5 jours en juillet. Pour la période 1991-2020, la température moyenne annuelle observée sur la station météorologique la plus proche, située sur la commune de Bagnères-de-Luchon à 16 km à vol d'oiseau, est de 11,5 °C et le cumul annuel moyen de précipitations est de 940,5 mm,. Pour l'avenir, les paramètres climatiques de la commune estimés pour 2050 selon différents scénarios d’émission de gaz à effet de serre sont consultables sur un site dédié publié par Météo-France en novembre 2022.

### Milieux naturels et biodiversité

#### Espaces protégés
La protection réglementaire est le mode d’intervention le plus fort pour préserver des espaces naturels remarquables et leur biodiversité associée,.
Un  espace protégé est présent sur la commune : 
« la Garonne, l'Ariège, l'Hers Vif et le Salat », objet d'un arrêté de protection de biotope, d'une superficie de 1 658,7 ha.

#### Réseau Natura 2000

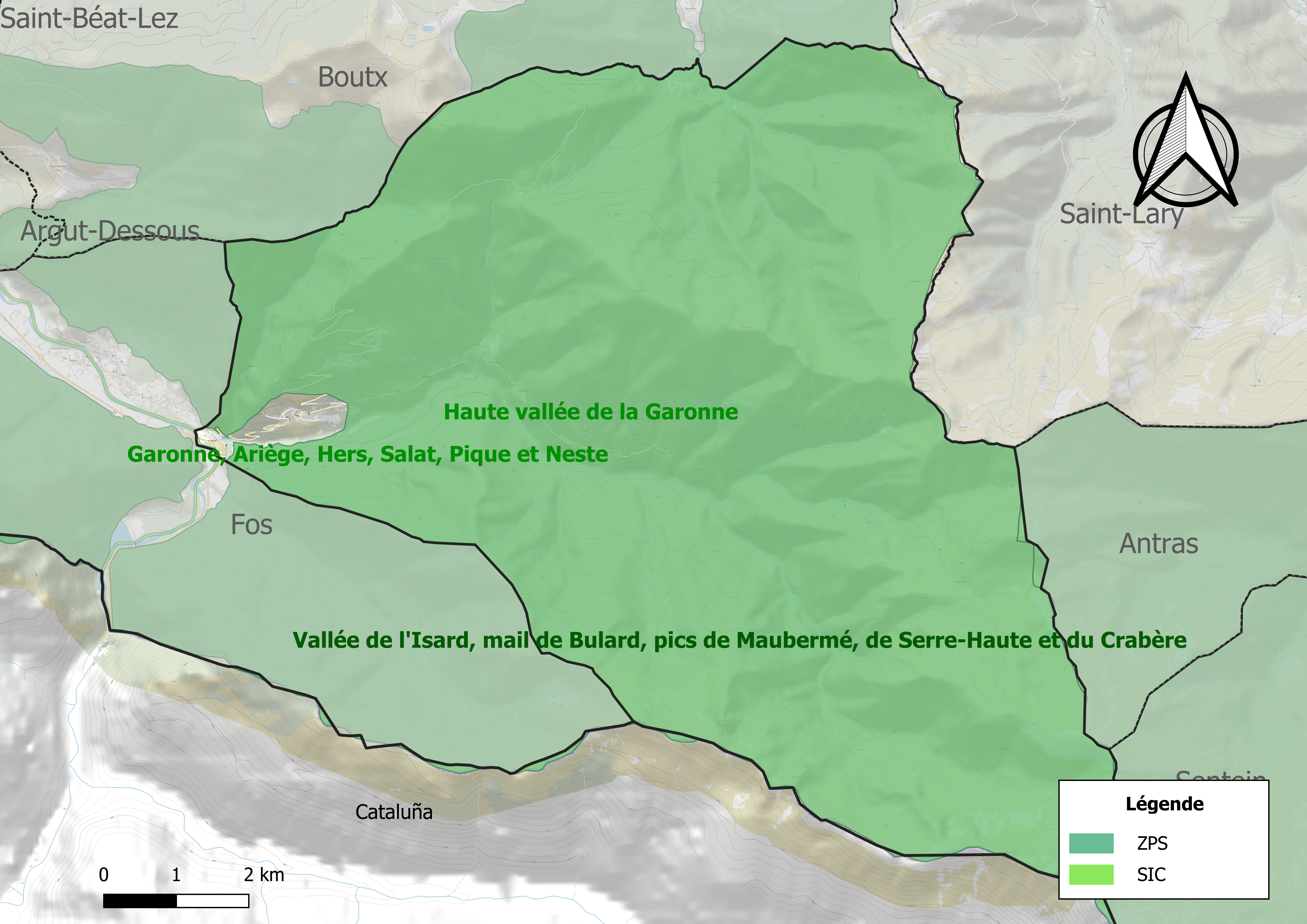
Site Natura 2000 sur le territoire communal.

Le réseau Natura 2000 est un réseau écologique européen de sites naturels d'intérêt écologique élaboré à partir des directives habitats et oiseaux, constitué de zones spéciales de conservation (ZSC) et de zones de protection spéciale (ZPS).
Un site Natura 2000 est défini sur la commune tant au titre de la directive oiseaux, que de la directive habitats, la « haute vallée de la Garonne ». Occupant une superficie de 11 134 ha, il s'agit d'une vallée profonde, marquée par l'érosion glaciaire, avec une végétation essentiellement acidiphile caractérisée par des landes à Callune, une forte étendue du manteau boisé, une présence ponctuelle de formations alpines et la présence d'Ours liée à une réintroduction expérimentale. Ce site héberge une avifaune de montagne bien représentée avec bon nombre d'espèces de l'annexe I qui s'y reproduisent, parmi lesquelles sept espèces inféodées aux milieux forestiers.
Un autre site relève de la directive habitats : « Garonne, Ariège, Hers, Salat, Pique et Neste ». Occupant une superficie de 9 581 ha, ce réseau hydrographique est favorable pour les poissons migrateurs, avec des zones de frayères actives et potentielles importantes pour le Saumon en particulier qui fait l'objet d'alevinages réguliers et dont des adultes atteignent déjà Foix sur l'Ariège

#### Zones naturelles d'intérêt écologique, faunistique et floristique

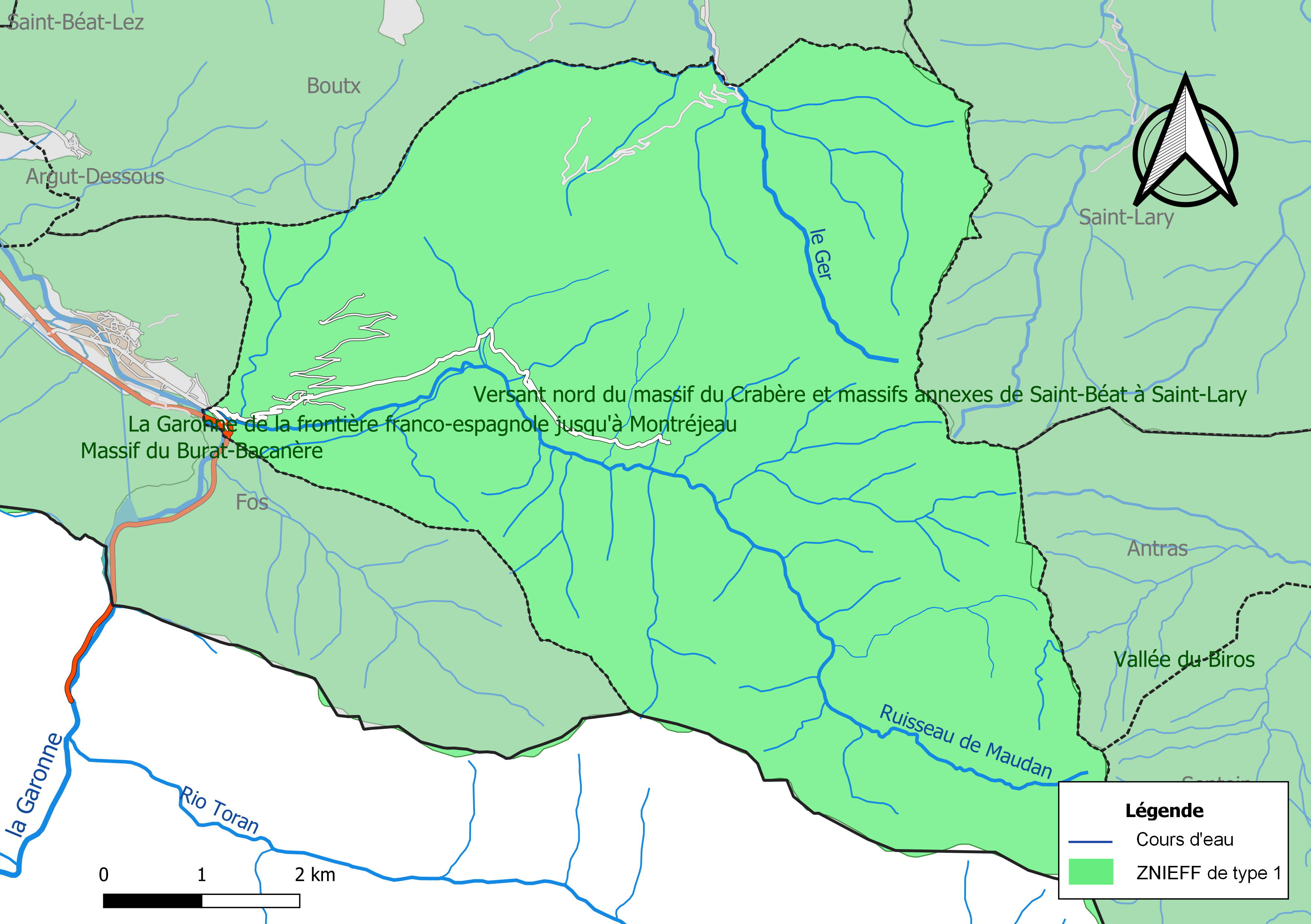
Carte des ZNIEFF de type 1 localisées sur la commune.

L’inventaire des zones naturelles d'intérêt écologique, faunistique et floristique (ZNIEFF) a pour objectif de réaliser une couverture des zones les plus intéressantes sur le plan écologique, essentiellement dans la perspective d’améliorer la connaissance du patrimoine naturel national et de fournir aux différents décideurs un outil d’aide à la prise en compte de l’environnement dans l’aménagement du territoire.
Quatre ZNIEFF de type 1 sont recensées sur la commune :
- « la Garonne de la frontière franco-espagnole jusqu'à Montréjeau » (469 ha), couvrant 38 communes dont 28 dans la Haute-Garonne et dix dans les Hautes-Pyrénées[27] ;
- le « Sud de la vallée de la Bellongue » (6 156 ha), couvrant 16 communes dont 13 dans l'Ariège et trois dans la Haute-Garonne[28] ;
- la « vallée du Biros » (8 628 ha), couvrant 5 communes dont quatre dans l'Ariège et une dans la Haute-Garonne[29] ;
- le « versant nord du massif du Crabère et massifs annexes de Saint-Béat à Saint-Lary » (8 787 ha), couvrant 8 communes dont deux dans l'Ariège et six dans la Haute-Garonne[30] ;

et deux ZNIEFF de type 2, : 
- « Garonne amont, Pique et Neste » (1 788 ha), couvrant 112 communes dont 42 dans la Haute-Garonne et 70 dans les Hautes-Pyrénées[31] ;
- les « montagnes entre la haute vallée de la Garonne et la haute vallée du Lez » (28 414 ha), couvrant 21 communes dont 15 dans l'Ariège et six dans la Haute-Garonne[32].

## Urbanisme

### Typologie
Au 1er janvier 2024, Melles est catégorisée commune rurale à habitat dispersé, selon la nouvelle grille communale de densité à sept niveaux définie par l'Insee en 2022.
Elle est située hors unité urbaine et hors attraction des villes,.

### Occupation des sols
L'occupation des sols de la commune, telle qu'elle ressort de la base de données européenne d’occupation biophysique des sols Corine Land Cover (CLC), est marquée par l'importance des forêts et milieux semi-naturels (99,9 % en 2018), une proportion identique à celle de 1990 (99,9 %). La répartition détaillée en 2018 est la suivante : 
forêts (55,7 %), espaces ouverts, sans ou avec peu de végétation (27,6 %), milieux à végétation arbustive et/ou herbacée (16,6 %), zones agricoles hétérogènes (0,1 %). L'évolution de l’occupation des sols de la commune et de ses infrastructures peut être observée sur les différentes représentations cartographiques du territoire : la carte de Cassini (XVIIIe siècle), la carte d'état-major (1820-1866) et les cartes ou photos aériennes de l'IGN pour la période actuelle (1950 à aujourd'hui).

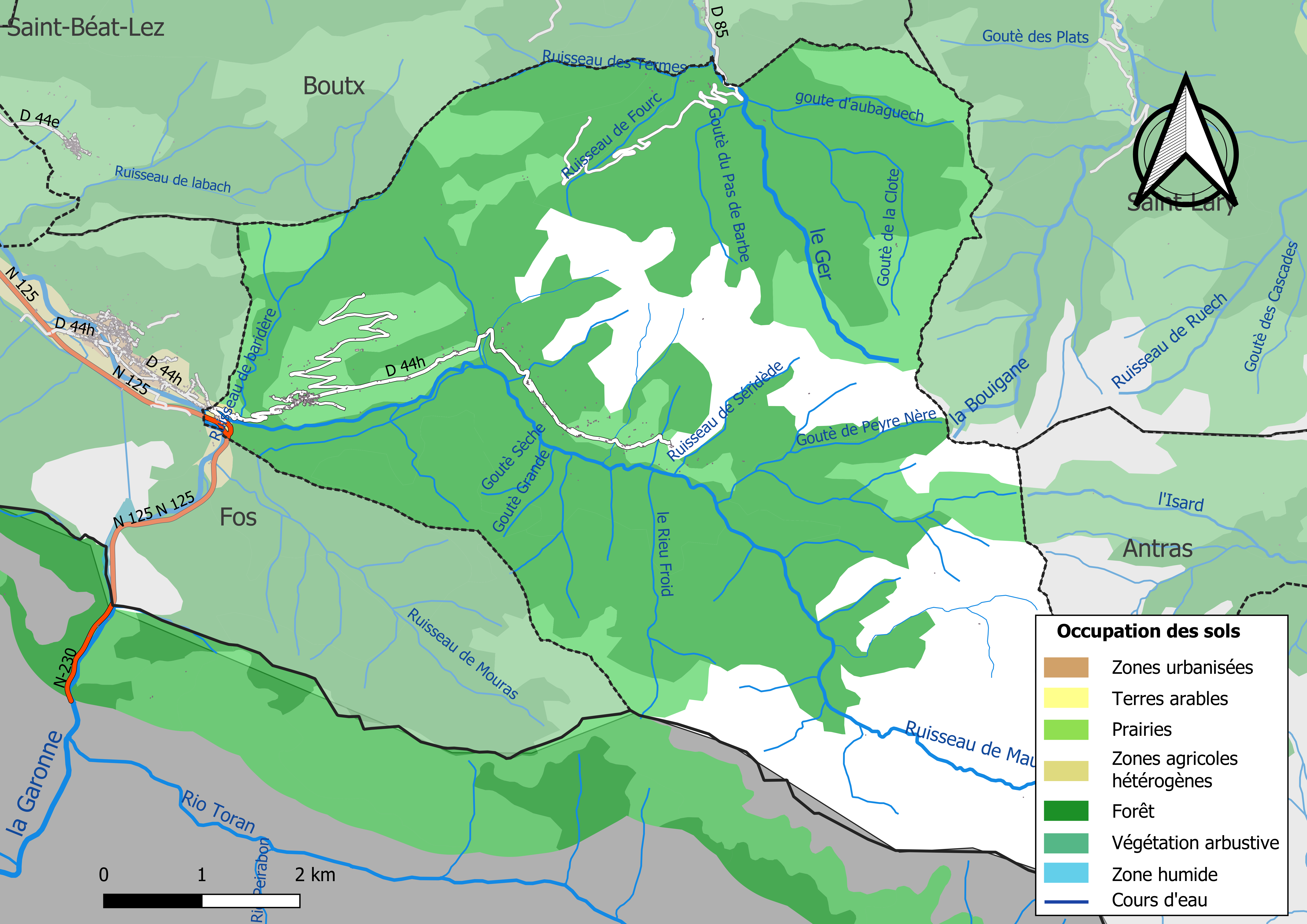
Carte des infrastructures et de l'occupation des sols de la commune en 2018 (CLC).

### Voies de communication et transports
Accès par l'autoroute A64 sortie no 17 puis la route nationale 125 et avec le réseau Arc-en-ciel ainsi qu'en gare de Gourdan-Polignan sur la ligne Toulouse - Bayonne.

### Risques majeurs
Le territoire de la commune de Melles est vulnérable à différents aléas naturels : météorologiques (tempête, orage, neige, grand froid, canicule ou sécheresse), inondations, mouvements de terrains, avalanche  et séisme (sismicité moyenne). Il est également exposé à un risque particulier : le risque de radon. Un site publié par le BRGM permet d'évaluer simplement et rapidement les risques d'un bien localisé soit par son adresse soit par le numéro de sa parcelle.

#### Risques naturels
Certaines parties du territoire communal sont susceptibles d’être affectées par le risque d’inondation par débordement de cours d'eau, notamment le Ger et le ruisseau de Maudan. La commune a été reconnue en état de catastrophe naturelle au titre des dommages causés par les inondations et coulées de boue survenues en 1982, 1999, 2009 et 2022,.

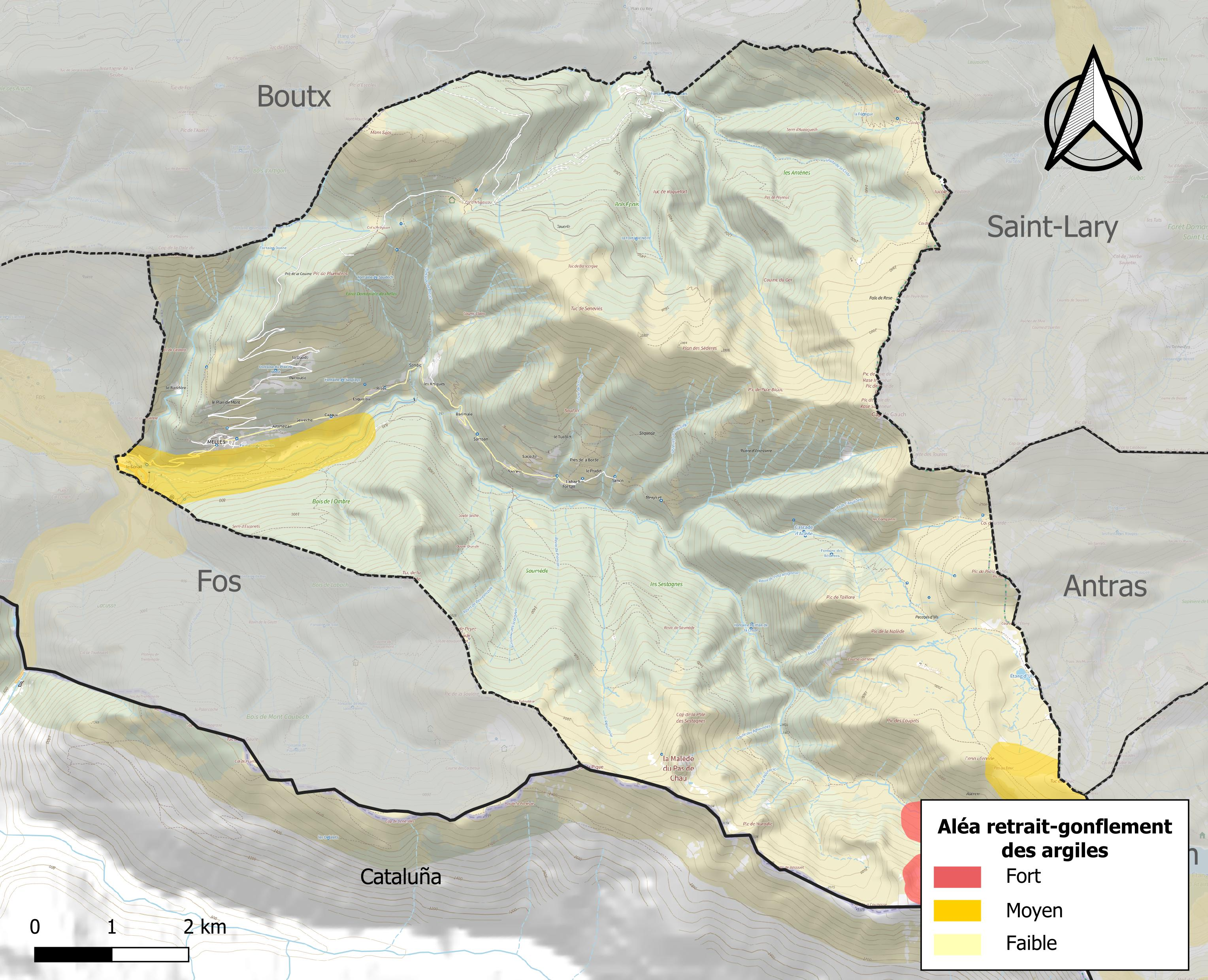
Carte des zones d'aléa retrait-gonflement des sols argileux de Melles.

La commune est vulnérable au risque de mouvements de terrains constitué principalement du retrait-gonflement des sols argileux. Cet aléa est susceptible d'engendrer des dommages importants aux bâtiments en cas d’alternance de périodes de sécheresse et de pluie. 5,6 % de la superficie communale est en aléa moyen ou fort (88,8 % au niveau départemental et 48,5 % au niveau national). Sur les 207 bâtiments dénombrés sur la commune en 2019, 14 sont en aléa moyen ou fort, soit 7 %, à comparer aux 98 % au niveau départemental et 54 % au niveau national. Une cartographie de l'exposition du territoire national au retrait gonflement des sols argileux est disponible sur le site du BRGM,.
Par ailleurs, afin de mieux appréhender le risque d’affaissement de terrain, l'inventaire national des cavités souterraines permet de localiser celles situées sur la commune.
Concernant les mouvements de terrains, la commune a été reconnue en état de catastrophe naturelle au titre des dommages causés par des mouvements de terrain en 1999.

#### Risque particulier
Dans plusieurs parties du territoire national, le radon, accumulé dans certains logements ou autres locaux, peut constituer une source significative d’exposition de la population aux rayonnements ionisants. Certaines communes du département sont concernées par le risque radon à un niveau plus ou moins élevé. Selon la classification de 2018, la commune de Melles est classée en zone 3, à savoir zone à potentiel radon significatif.

## Histoire
Bien que située géographiquement dans le Comminges, Melles était (avec une partie de Saint-Béat et Argut-Dessus, 2 communes voisines) une des enclaves languedociennes formant le diocèse civil du Petit-Comminges, un des 24 diocèses civils du Languedoc.
Au XVIIe siècle existaient de modestes mines de fer, de blende (zinc), de galène (plomb).. situées en altitude, certaines jusqu'à 2 000 m et donc exploitées seulement en été. La forge située au confluent du ruisseau de Maudan et du Mourasne ne fonctionnait que trois mois par an,.
Pays de l'ours : c'est sur cette commune que furent opérées les premières réintroduction des ours dans les Pyrénées Ziva, Mellba en 1996 et Pyros en 1997.

## Politique et administration

### Administration municipale
Le nombre d'habitants au recensement de 2011 étant compris entre 100 et 499, le nombre de membres du conseil municipal pour l'élection de 2014 est de onze,.

### Rattachements administratifs et électoraux
Commune faisant partie de la huitième circonscription de la Haute-Garonne, de la communauté de communes Cagire-Garonne-Salat et du canton de Bagnères-de-Luchon (avant le redécoupage départemental de 2014, Melles faisait partie de l'ex-canton de Saint-Béat) et avant le 1er janvier 2017 elle faisait partie de la communauté de communes du canton de Saint-Béat.

### Liste des maires
| Période                                  | Période  | Identité     | Étiquette | Qualité    |
| ---------------------------------------- | -------- | ------------ | --------- | ---------- |
| mars 1971                                | 2014     | André Rigoni | UMP       |            |
| mars 2014                                | 2020     | Anne Ayral   | SE        | Retraitée  |
| 2020                                     | En cours | Alban Dubois | SE        | Consultant |
| Les données manquantes sont à compléter. |          |              |           |            |

## Population et société

### Démographie
| 1793 | 1800 | 1806 | 1821 | 1831  | 1836  | 1841  | 1846  | 1851  |
| ---- | ---- | ---- | ---- | ----- | ----- | ----- | ----- | ----- |
| 807  | 617  | 924  | 924  | 1 041 | 1 156 | 1 143 | 1 184 | 1 155 |

| 1856  | 1861  | 1866 | 1872  | 1876 | 1881 | 1886 | 1891 | 1896 |
| ----- | ----- | ---- | ----- | ---- | ---- | ---- | ---- | ---- |
| 1 116 | 1 089 | 976  | 1 036 | 918  | 754  | 748  | 815  | 781  |

| 1901 | 1906 | 1911 | 1921 | 1926 | 1931 | 1936 | 1946 | 1954 |
| ---- | ---- | ---- | ---- | ---- | ---- | ---- | ---- | ---- |
| 807  | 724  | 727  | 603  | 553  | 604  | 569  | 522  | 306  |

| 1962 | 1968 | 1975 | 1982 | 1990 | 1999 | 2004 | 2006 | 2009 |
| ---- | ---- | ---- | ---- | ---- | ---- | ---- | ---- | ---- |
| 218  | 183  | 162  | 115  | 109  | 104  | 107  | 104  | 112  |

| 2014 | 2019 | 2022 | - | - | - | - | - | - |
| ---- | ---- | ---- | - | - | - | - | - | - |
| 92   | 92   | 85   | - | - | - | - | - | - |

| selon la population municipale des années : | 1968 | 1975 | 1982 | 1990 | 1999 | 2006 | 2009 | 2013 |
| Rang de la commune dans le département      | 347  | 365  | 441  | 416  | 461  | 462  | 467  | 481  |
| Nombre de communes du département           | 592  | 582  | 586  | 588  | 588  | 588  | 589  | 589  |

### Enseignement
Melles fait partie de l'académie de Toulouse.

### Culture et festivité
Panthéon pyrénéen, ours dans les Pyrénées,

### Activités sportives
Chasse, randonnée pédestre,

### Écologie et recyclage

#### Protection environnementale
La zone Natura 2000 de la Haute vallée de la Garonne d'une superficie de 11 134 hectares est classé,:
En zone spéciale de conservation (en référence à la Directive Habitats) depuis 2008.
En zone de protection spéciale (en référence à la Directive Oiseaux) depuis 2006.
Elle s'étend sur une partie de la commune de Melles.

#### Village Fleuri

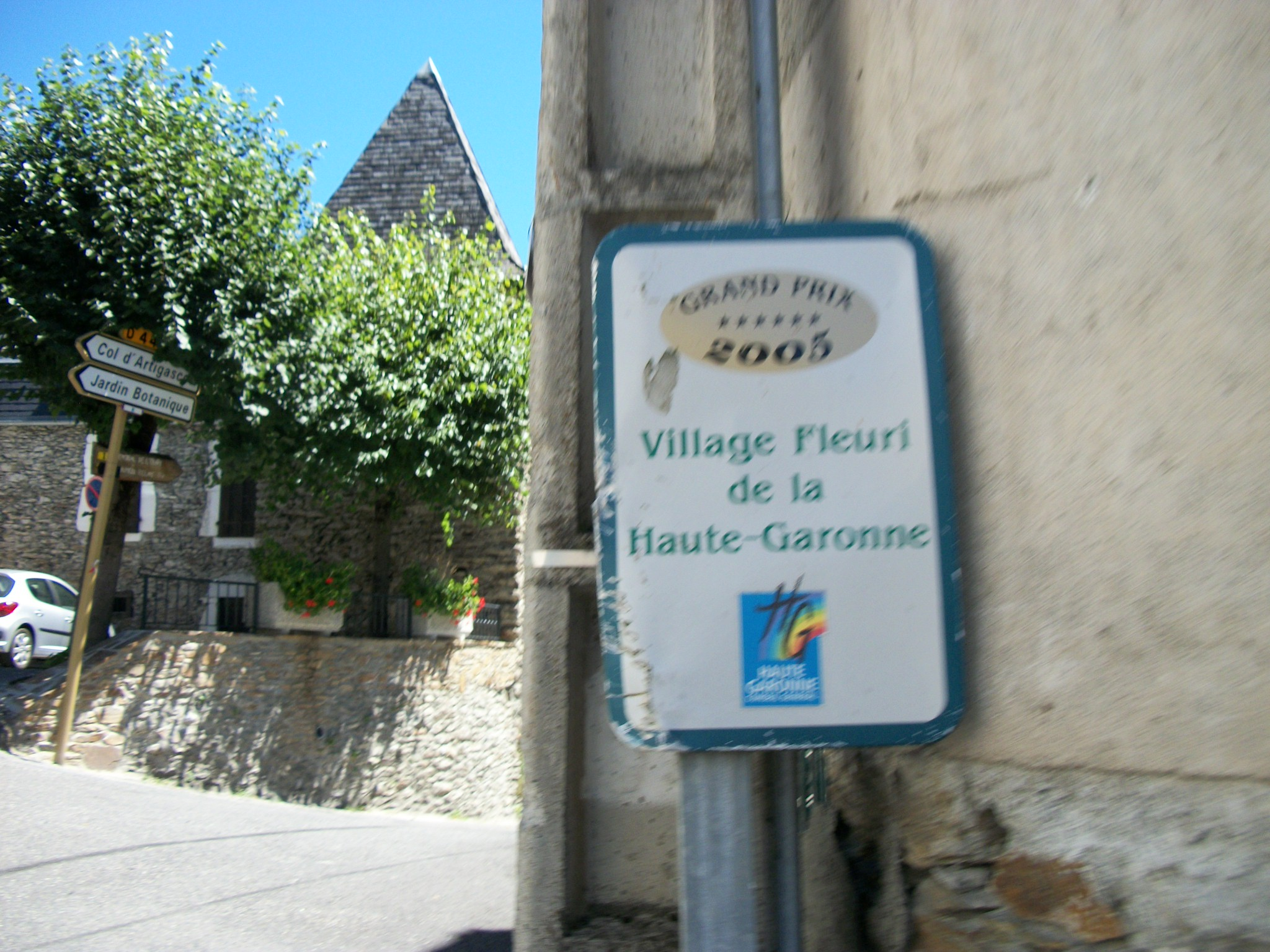
Melles a été récompensé par le Grand Prix du Village Fleuri de la Haute-Garonne en 2005

## Économie

### Emploi
|                | 2008  | 2013  | 2018  |
| -------------- | ----- | ----- | ----- |
| Commune        | 8,2 % | 6,7 % | 6,8 % |
| Département    | 7,7 % | 9,6 % | 9,3 % |
| France entière | 8,3 % | 10 %  | 10 %  |

En 2018, la population âgée de 15 à 64 ans s'élève à 58 personnes, parmi lesquelles on compte 76,3 % d'actifs (69,5 % ayant un emploi et 6,8 % de chômeurs) et 23,7 % d'inactifs,. En  2018, le taux de chômage communal (au sens du recensement) des 15-64 ans est inférieur à celui de la France et département, alors qu'en 2008 il était supérieur à celui du département et inférieur à celui de la France.
La commune est hors attraction des villes,. Elle compte 21 emplois en 2018, contre 37 en 2013 et 61 en 2008. Le nombre d'actifs ayant un emploi résidant dans la commune est de 44, soit un indicateur de concentration d'emploi de 48,2 % et un taux d'activité parmi les 15 ans ou plus de 55,7 %.
Sur ces 44 actifs de 15 ans ou plus ayant un emploi, 12 travaillent dans la commune, soit 27 % des habitants. Pour se rendre au travail, 70,5 % des habitants utilisent un véhicule personnel ou de fonction à quatre roues, 9,1 % les transports en commun, 13,6 % s'y rendent en deux-roues, à vélo ou à pied et 6,8 % n'ont pas besoin de transport (travail au domicile).

### Activités hors agriculture
6 établissements sont implantés  à Melles au 31 décembre 2019.
Le secteur des activités spécialisées, scientifiques et techniques et des activités de services administratifs et de soutien est prépondérant sur la commune puisqu'il représente 50 % du nombre total d'établissements de la commune (3 sur les 6 entreprises implantées  à Melles), contre 19,8 % au niveau départemental.

### Agriculture
|               | 1988 | 2000 | 2010 | 2020 |
| ------------- | ---- | ---- | ---- | ---- |
| Exploitations | 10   | 6    | 5    | 3    |
| SAU (ha)      | 155  | 145  | 163  | 100  |

La commune est dans les « Pyrénées centrales », une petite région agricole occupant le sud du département de la Haute-Garonne, massif montagneux où s’étagent les vallées profondes, la forêt et les zones intermédiaires, les estives. En 2020, l'orientation technico-économique de l'agriculture  sur la commune est l'élevage d'ovins ou de caprins. Trois exploitations agricoles ayant leur siège dans la commune sont dénombrées lors du recensement agricole de 2020 (dix en 1988). La superficie agricole utilisée est de 100 ha,,.

## Culture locale et patrimoine

### Lieux et monuments
- Église Saint-Pancrace.
- Jardin botanique pyrénéen de Melles.
- Sentier de grande randonnée : GR 10.
- Col d'Artigascou.
- L'altisurface hivernale d'Uls, qui se trouve sur le territoire communal près du col d'Aouarde partagé avec l'Ariège et au sud du pic de la Malède[59], peut recevoir des avions monomoteurs (qualification montagne requise) et des ULM uniquement sur neige avec des skis (42° 51′ 07″ N, 0° 50′ 56″ E). Elle est traversée par le GR 10.

### Personnalités liées à la commune

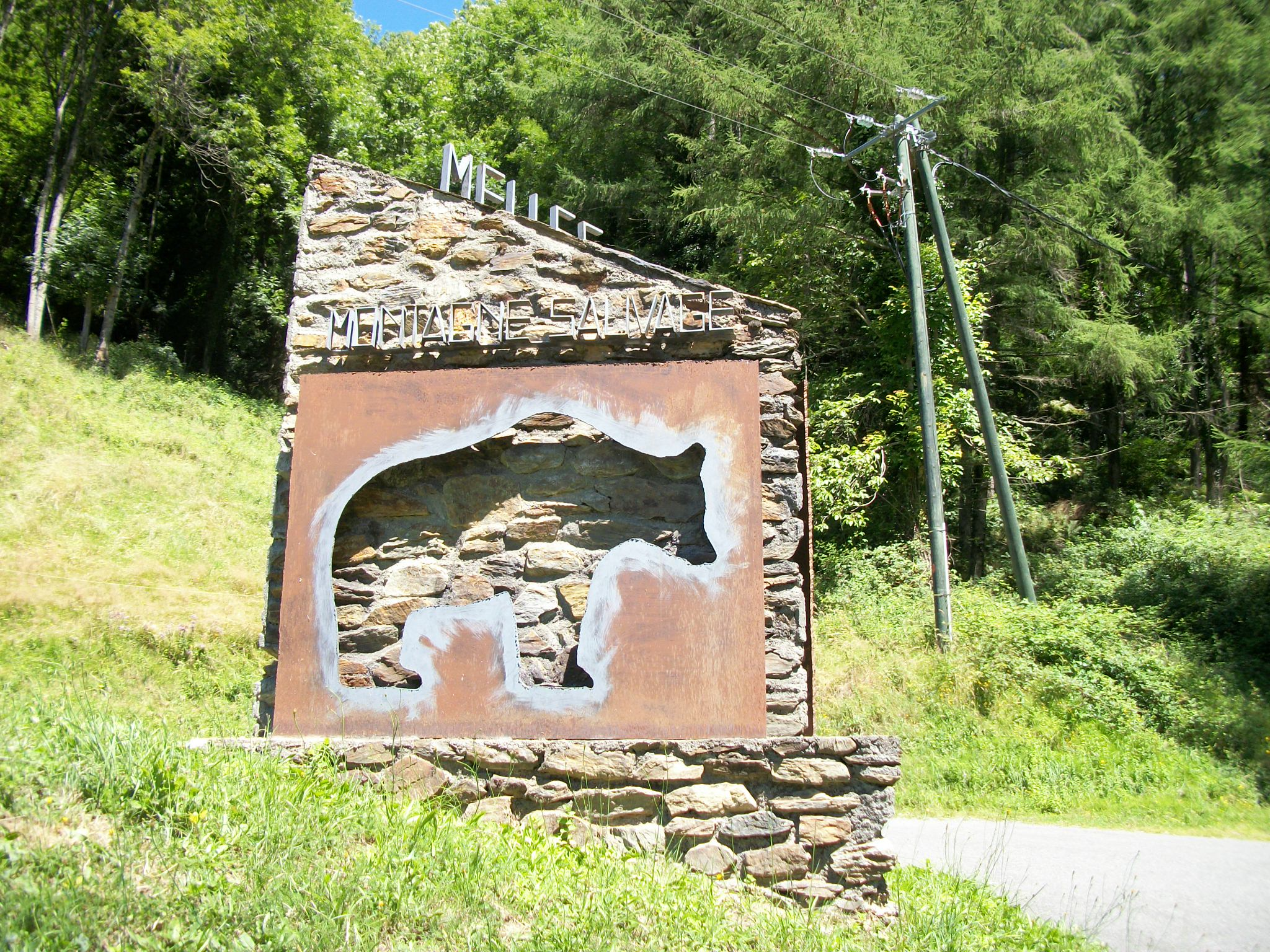
Monument de l'Ours en haut du village

- Les ours : Hvala, Ziva, Pyros, Balou[43].

### Héraldique
| Melles | Son blasonnement est : Tiercé en barre de sable, d'argent et d'azur. |

## Pour approfondir